# Michał Gajdus
Michał Gajdus (ur. w 1989 r. w Grudziądzu) – polski adwokat, działacz na rzecz praw człowieka i praworządności, prawnik specjalizujący się w prawie cywilnym, prawie własności przemysłowej i prawie Unii Europejskiej, od 2024 wiceprzewodniczący Rady Nadzorczej Orlen S.A.. Wielokrotnie występował przed polskimi i europejskimi sądami i trybunałami jako pełnomocnik polskich sędziów w czasie kryzysu praworządności w Polsce.

## Życiorys
Pochodzi z Łasina. Jest absolwentem I Liceum Ogólnokształcącego im. Bolesława Chrobrego w Grudziądzu. Jako licealista został laureatem szeregu olimpiad przedmiotowych. W 2013 roku ukończył studia prawnicze na Wydziale Prawa i Administracji Uniwersytetu Warszawskiego z jedną z najlepszych lokat i wynikiem celującym, po czym podjął na macierzystej uczelni studia doktoranckie z zakresu nauk prawnych i rozpoczął prowadzenie zajęć z prawa cywilnego, prawa zobowiązań i prawa na dobrach niematerialnych. Jego zainteresowania zawodowe i naukowe obejmują prawo cywilne, prawo własności przemysłowej i prawo Unii Europejskiej. Ukończył również międzynarodowe stosunki gospodarcze w ramach Kolegium Międzywydziałowych Indywidualnych Studiów Humanistycznych na Uniwersytecie Warszawskim.
W 2017 r., po odbytej aplikacji adwokackiej w Izbie Adwokackiej w Warszawie, zdał egzamin adwokacki i rozpoczął wykonywanie zawodu adwokata, współpracując jednocześnie z największymi międzynarodowymi kancelariami prawniczymi w Polsce. W latach 2021–2023 był zastępcą Rzecznika Dyscyplinarnego Izby Adwokackiej w Warszawie. Jednocześnie zaangażował się w działalność samorządu adwokackiego, zasiadając m.in. w komisjach przy Naczelnej Radzie Adwokackiej i Okręgowej Radzie Adwokackiej w Warszawie.
W praktyce adwokackiej specjalizuje się w skomplikowanych postępowaniach sądowych i arbitrażowych, w szczególności z zakresu własności przemysłowej i w sprawach gospodarczych.
W dniu 6 lutego 2024 r. wybrany z rekomendacji Skarbu Państwa na członka Rady Nadzorczej Orlen S.A., został tego samego dnia jej wiceprzewodniczącym.

## Pełnomocnik sędziów w czasach kryzysu praworządności w Polsce
Od 2017 r. zaangażowany w obronę praworządności w czasie kryzysu wokół Sądu Najwyższego i kryzysu konstytucyjnego w Polsce. W ramach działalności pro publico bono reprezentował i bronił polskich sędziów m.in. przed Izbą Dyscyplinarną Sądu Najwyższego, przed Europejskim Trybunałem Praw Człowieka i Trybunałem Sprawiedliwości Unii Europejskiej, a także przed Naczelnym Sądem Administracyjnym. Był pełnomocnikiem i obrońcą w postępowaniach dyscyplinarnych m.in. przeciwko sędziom Maciejowi Ferkowi, Joannie Hetnarowicz-Sikorze, Annie Głowackiej, Bartłomiejowi Staroście, Krzysztofowi Chmielewskiemu i Maciejowi Rutkiewiczowi. Jako obrońca sędziów występował przed Izbą Dyscyplinarną i Izbą Odpowiedzialności Zawodowej wraz z Prezesem SN Piotrem Prusinowskim i sędziami SN Jarosławem Matrasem i Michałem Laskowskim.
Autor jednych z pierwszych uwzględnionych wniosków o wydanie środków tymczasowych przez Europejski Trybunał Praw Człowieka w sprawach dotyczących praworządności w Polsce. Występuje pro bono przed Europejskim Trybunałem Praw Człowieka. Występuje również w Europejskim Trybunale Praw Człowieka przeciwko kontrowersyjnym nominacjom sędziowskim na wniosek nowej Krajowej Rady Sądownictwa.
Był jednym z pełnomocników w sprawie zakończonej wyrokiem TSUE z 2 marca 2021 r., C-824/18, w której Trybunał Sprawiedliwości Unii Europejskiej uznał, że nowa Krajowa Rada Sądownictwa nie spełnia wymogów niezależności oraz że jej uchwały podlegają kontroli sądowej przez niezależny i ustanowiony ustawą sąd.
Występował również w polskich sądach jako pełnomocnik procesowy Stowarzyszenia Sędziów Polskich Iustitia. Współpracuje z Komitetem Obrony Sprawiedliwości.